# Tjörnin
Tjörnin è un piccolo lago situato all'interno del territorio urbano di Reykjavík, la capitale dell'Islanda; nonostante le sue ridotte dimensioni è uno dei più noti dell'isola, grazie alla sua posizione nel centro cittadino, presso il palazzo comunale e in prossimità di diversi musei. Gli stessi edifici dell'Università d'Islanda sorgono nei dintorni.
Il lago ghiaccia d'inverno, ma le autorità provvedono a convogliare acque termali calde in modo da mantenere una zona priva di ghiaccio, per gli uccelli acquatici, specialmente anatre, cigni e oche.
Il lago è citato nel brano Se ci credi anche tu, partecipante allo Zecchino d'Oro 2002.